# Saint-Martin-d’Ablois
Saint-Martin-d’Ablois ist eine französische Gemeinde mit 1.355 Einwohnern (Stand: 1. Januar 2022) im Département Marne in der Region Grand Est. Sie gehört zum Arrondissement Épernay und zum Kanton Dormans-Paysages de Champagne. Die Einwohner werden Ablutiens genannt.

## Geographie
Saint-Martin-d’Ablois liegt etwa 30 Kilometer südsüdwestlich von Reims. Umgeben wird Saint-Martin-d’Ablois von den Nachbargemeinden Boursault im Norden, Épernay im Nordosten, Vinay im Osten, Brugny-Vaudancourt im Süden, Le Baizil im Südwesten, Festigny im Westen sowie Œuilly im Westen und Nordwesten.

## Geschichte
Maria Stuart ist mit der Geschichte der Gemeinde verbunden: sie war von 1560 an Vizegräfin von Ablois.

### Bevölkerungsentwicklung
| Jahr                       | 1962 | 1968 | 1975 | 1982 | 1990 | 1999 | 2006 | 2018 |
| Einwohner                  | 1045 | 1035 | 1021 | 1221 | 1431 | 1401 | 1457 | 1414 |
| Quellen: Cassini und INSEE |      |      |      |      |      |      |      |      |

## Sehenswürdigkeiten

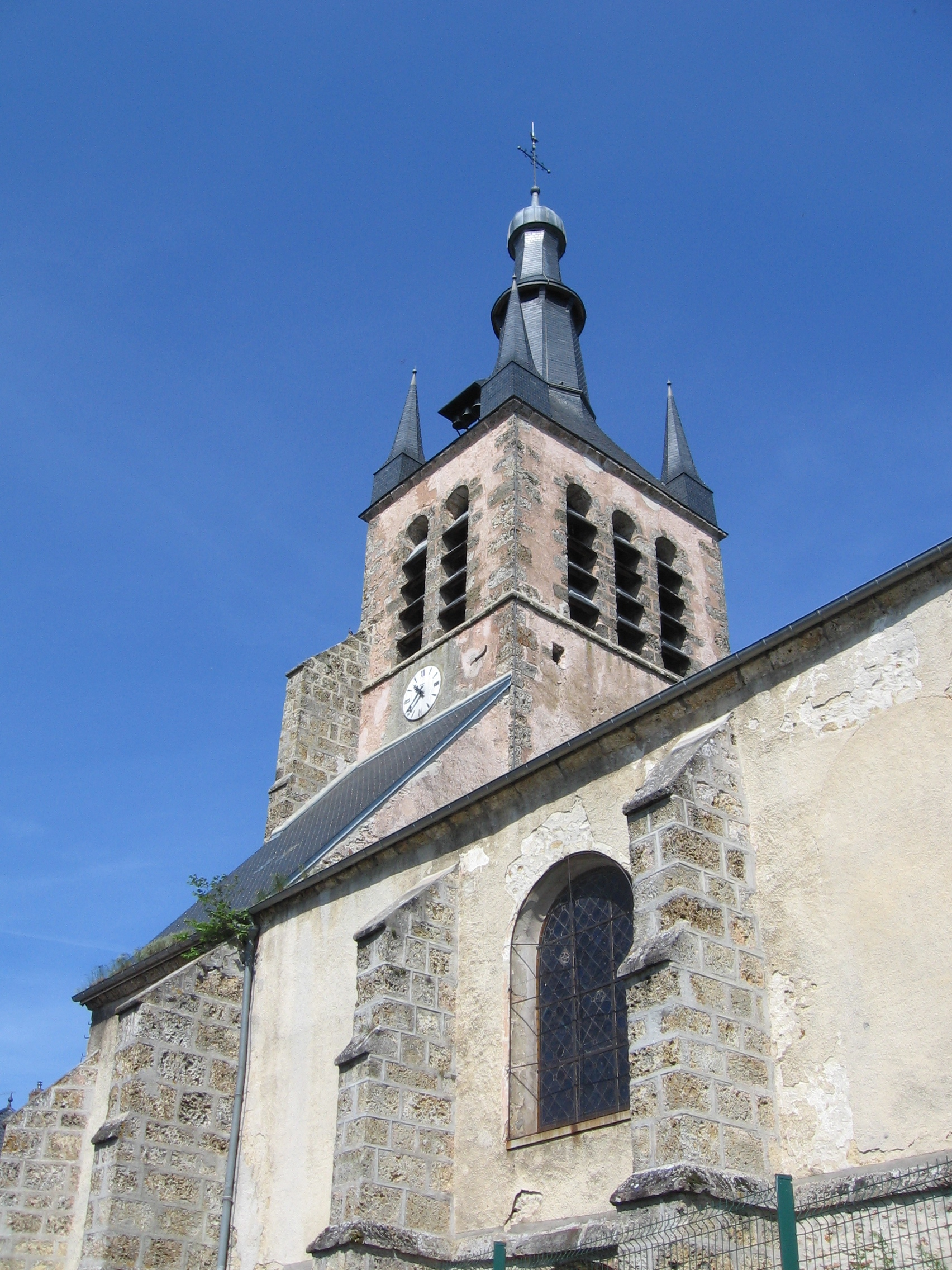
Kirche Saint-Martin
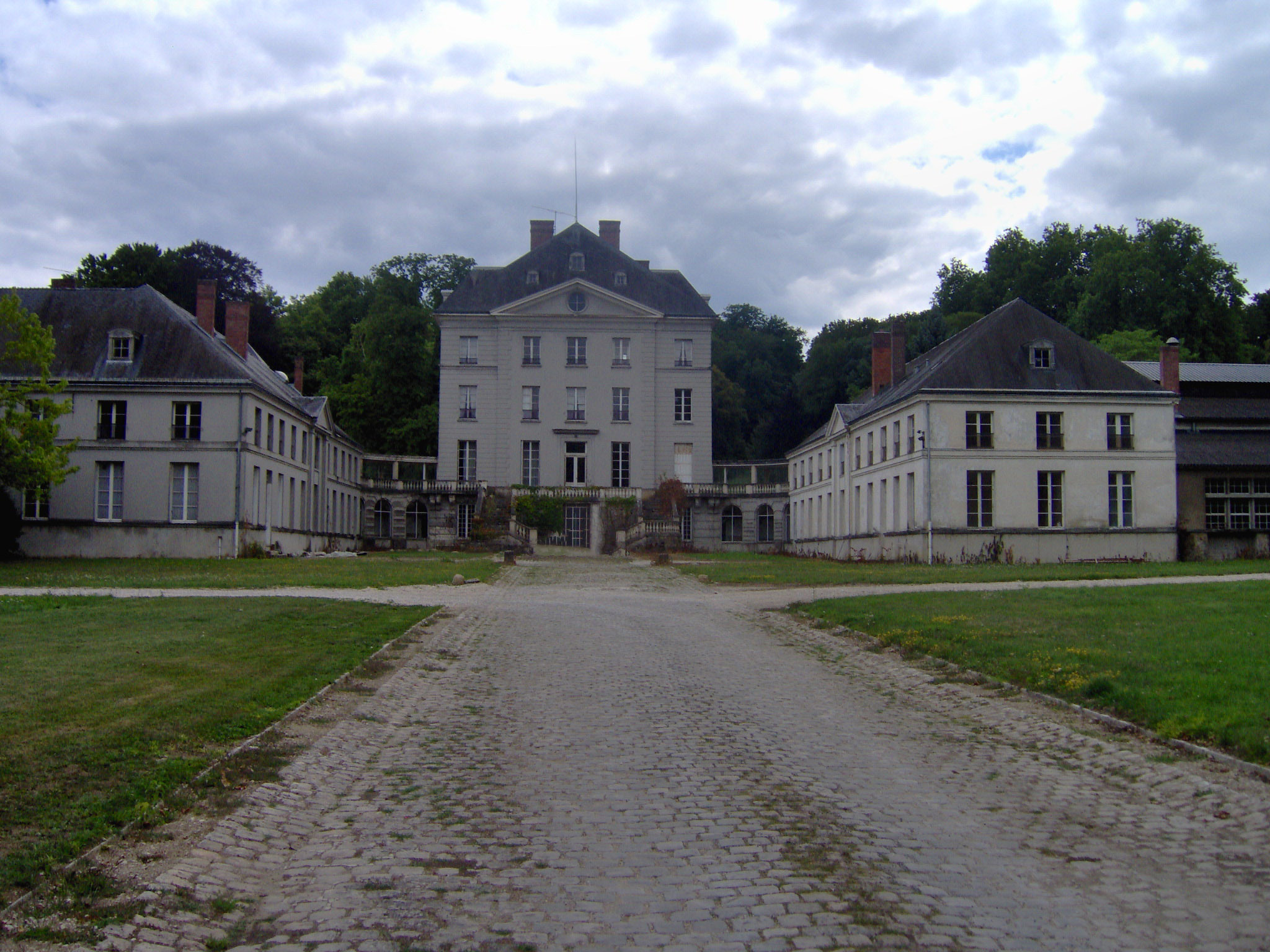
Schloss Ablois aus dem 18. Jahrhundert
- Park Sourdon, Naturreservat

- Kirche Saint-Martin
- Schloss Ablois

## Gemeindepartnerschaft
Mit der französischen Gemeinde Avessac im Département Loire-Atlantique besteht seit 2001 eine Partnerschaft.